# 美女與野獸 (2017年電影)
《美女與野獸》（英語：Beauty and the Beast）是一部於2017年上映的美國迪士尼公司的浪漫奇幻歌舞電影，由比爾·坎登執導，埃文·斯皮里奧托普洛斯和史蒂芬·切波斯基共同撰寫劇本。華特迪士尼影業及曼德維爾影業聯合製作，該片為1991年同名動畫電影的真人翻拍版，改編自珍妮-瑪麗·勒普蘭斯·德博蒙所創作的1756年童話故事，大部分內容均參照1991年的電影，但較1991年的電影增加不少情節。電影主演包括艾瑪·華森、丹·史蒂文斯、路克·伊凡斯、凱文·克萊、喬許·蓋德、伊旺·麥奎格、史丹利·圖奇、奧黛莉·麥唐娜、古古·瑪芭塔-勞、伊恩·麥克連和艾瑪·湯普遜。
故事敘述在法國有一位因為刻薄而自私自利，與不懂得學會看見別人的內在美遭受詛咒變成野獸的王子，與一位心地善良的美女所產生的愛情故事。
一位年輕少女貝兒與她的父親相依為命居住在法國的某個城鎮上，當貝兒的父親因迷路不慎闖入野獸的城堡被囚禁起來，貝兒為拯救她的父親決定陪伴野獸。儘管她感到恐懼並嘗試逃離城堡，但最終和城堡中的魔法傢俱們結成好友，還得知野獸的不幸過去與遭遇，並且學會不將眼光侷限於對方的外表而是內在的美。
主要攝影始於2015年5月18日，地點位在英國薩里郡的謝伯頓製片廠，並於8月21日殺青。《美女與野獸》於2017年2月23日在英國倫敦舉行首映禮，並將於2017年3月17日在美國、英國及中国大陆同步上映（含2D、迪士尼數位3D、RealD 3D、IMAX版本和杜比影院）。

## 劇情
很久以前在法國，有一位名叫亞當的王子（丹·史蒂文斯飾演）居住在金碧輝煌的城堡中享受著榮華富貴的生活，雖然亞當王子的外表是個英俊與清秀的青年，但是他的內心卻相當地很刻薄、自私自利、傲慢到完全不顧別人的感受，甚至下令徵稅、利用最精美華貴的物品來裝飾自己的城堡，某天，亞當王子舉辦盛大舞會來邀請奢華盛裝的貴族們，但是在風雨交加的晚上，有一位年老的乞丐來到城堡躲雨並請求亞當讓自己用一朵玫瑰花來換取避雨的處所，但亞當王子十分嫌棄這位形容枯槁的老乞丐便冷酷地拒絕並且同時嘲諷她。那位乞丐嚴厲警告亞當千萬不要只看外表以貌取人，而是要看見心中的內在後現出原形，原來她是一位美麗的女巫所偽裝的，亞當王子看見女巫立即下跪請求寬恕卻為時已晚，因為女巫早就看出亞當王子是個自私自利、不去關注別人的人，她把傲慢的亞當王子給變成一頭外貌醜陋、粗質又無理的野獸並且給城堡裡所有人施加成會行動的家具，後來女巫把亞當王子與傭人們的身影從與他們有關的人的腦海中消除，她留下來的玫瑰花被施加著掌管亞當王子魔力的生命，如果亞當王子在玫瑰花的花瓣全數掉落前能改正他的行為的同時找到一個真心愛自己的人，那麼他就可以從魔咒中解放恢復為人類。但是亞當王子如果沒能做到將會終身成為野獸無法變回人類。之後亞當王子一直希望能從魔咒中獲得解放，但是他隨著時間的流逝變得沒有耐心，因為從來沒有人會願意接近並且愛上淪為野獸的亞當王子。
另一方面，附近的小鎮有個獨立且會看書，並教些孩童們學字的少女貝兒，貝兒（艾瑪·華森飾演）與她熱愛繪畫的畫家父親莫里斯（凱文·克萊飾演）一起居住在封閉的小村落。某天早上，獵人加斯頓（路克·伊凡斯飾演）和他的隨從來富（喬許·蓋德飾演）來到貝兒居住的鎮上，由於他們以前是個士兵經常受到市民們的矚目。當加斯頓對貝兒產生愛慕並且使用千方百計的手法來引起她的注意，但是貝兒卻只想陪伴她父親總是拒絕加斯頓的追求，某天貝兒的父親莫里斯在出門途中不慎碰到閃電而在森林迷路意外被狼群給追趕並闖入城堡中，當他偷摘庭園中的白玫瑰時被野獸發現與監禁。貝兒發現她父親騎的馬奔向自己時就預料到發生什麼事況，於是貝兒前往城堡後決定代替她父親來陪伴野獸。莫里斯被釋放後由於擔心貝兒跑去向村民訴說野獸的事，但是沒有一個村民相信莫里斯的話，失落的莫里斯只好找加斯頓求助，加斯頓聽聞後就認為這是他贏得貝兒芳心的機會，於是他向莫里斯表示會出手幫他，但是莫里斯發現加斯頓爽快答應幫自己時，懷疑他有什麼不單純的理由，因此起些質問與衝突，憤怒的加斯頓把莫里斯丟在森林裡打算慫恿法國地方精神病院的所有者-達克先生把莫里斯關進精神病院。被丟在森林的莫里斯在女老乞丐阿加莎（海蒂·莫拉罕）（即是將王子變成野獸的女巫）的幫助下終於獲救。
貝兒在城堡裡的僕人們的幫助下獲得釋放並且與（燭台僕人盧米亞（伊旺·麥奎格飾演）與其情人女僕毛撢浦媚（古古·瑪芭塔-勞飾演）、壁爐時鐘的管家葛士華（伊恩·麥克連飾演）、變成茶壺的女僕茶煲太太（艾瑪·湯普遜飾演）與茶杯兒子阿其（內森·麥克飾演）、衣櫥的歌手葛德蘿夫人（奧黛莉·麥唐娜飾演）其作曲家丈夫大鍵琴卡丹薩（史丹利·圖奇飾演）等等）成為好友，他們為貝兒準備許多特別的晚餐。貝兒對於位在西邊的禁忌房間感到很好奇闖入並看到一朵被玻璃蓋給罩著的玫瑰，令野獸因此大發雷霆並大聲斥責貝兒的好奇心，害怕的貝兒跑進森林卻被狼群給包圍陷入危機所幸被野獸所救，卻讓野獸在跟狼群打鬥的過程中身受重傷。貝兒負責為野獸療傷時從茶壺夫人的口中得知野獸的真實身分是亞當王子，茶壺夫人跟貝兒解釋亞當王子之所以會粗質的原因是因為他在年幼時失去母親不久被他殘酷無情的父親給扶養成不懂得去關住別人的人的悲慘遭遇，當時他們無法給予亞當王子一些安慰與陪伴。貝兒聽完亞當王子的悲傷過去決定不再去計較他的外表與行為，並且使野獸學會懂得去懂得關心他人，之後野獸送給貝兒一本可以穿越時空的書並且解釋這本書可以帶貝兒去任何她想去的地方。貝兒用魔法書回到她的嬰兒時期來了解她父親隱瞞自己的母親的所有事，貝兒在一間巴黎的小屋中發現一個醫用的面罩和少許畫紙，然後發現她父親莫里斯在過去和一位戴著鳥頭盔的醫師談話同時見到她剛罹患生病的母親，當時父親莫里斯在罹患重病的母親要求下帶著自己離開的畫面。貝兒這才明白原來她母親在自己處於襁褓時期不慎染上瘟疫過世，讓她處於悲痛的父親莫里斯不得不帶自己離開當時被瘟疫給陷落的巴黎。野獸也為貝兒的父親莫里斯過去所遭遇的往事感到愧疚並向貝兒道歉。
後來貝兒與野獸浪漫地共舞後，她從魔鏡中發現她父親莫里斯遇到麻煩，野獸讓貝兒去救她父親莫里斯並把鏡子送給她。貝兒把魔鏡所顯現的景象展示給村民來證明她的父親說得其實是真話。加斯頓對貝兒的行為感到不悅將她與和莫里斯給囚禁起來然後慫恿村民跟他前往城堡，還在途中將自己的隨從來富給拋棄。貝兒和莫里斯用小工具逃出來並趕往城堡，貝兒抵達城堡後將黃色禮服脫下去找野獸與城堡中的僕人們並且警告他們。戰役中，來富不滿加斯頓拋棄他決定幫助城堡中的僕人一起阻止村民。加斯頓在高塔上找到野獸並攻擊牠，但野獸只希望能見看見貝兒並沒有戰鬥意志。貝兒再度出現讓野獸重新對抗並且壓制加斯頓，卻看在貝兒的面子上放走他。隨後加斯頓在橋上用槍射擊野獸卻在橋突然崩塌的瞬間摔下懸崖身亡。貝兒看見身受重傷的野獸為此悲痛不已並且獸表明她的心意，野獸最後看貝兒後在最後一片花瓣凋謝時閉上雙眼，城堡的僕人們變成真正的家具。後來化為阿加莎的女巫重新讓玫瑰花恢復生命讓野獸上從魔咒中獲得解放恢復為亞當王子並且將修復崩壞的城堡的時候把家具化的僕人們變回人類，重新修改村民對野獸仇視的記憶讓他們與親人重聚。亞當王子變回人類和貝兒在王國舉辦舞會的期間將貝兒的父親莫里斯給接過來，所有人從此過著幸福快樂的生活。

## 演員
|                | 角色                                       | 簡介 |
| 艾瑪·華森      | 貝兒 Belle                                 | 充滿勇氣、善良和智慧的少女，試圖冒險來幫助野獸。                                                             |
| 黛西·迪茲摩    | 貝兒 Belle                                 | 嬰兒時期的貝兒。                                                                                             |
| 丹·史蒂文斯    | 亞當王子/ 野獸 Prince Adam / Beast         | 因女巫的魔咒而變身成野獸姿態的王子，在貝兒的幫助下開始嘗試學習為善良人性來解除魔咒。                         |
| 魯迪·古德曼    | 亞當王子/ 野獸 Prince Adam / Beast         | 年輕時的王子。                                                                                               |
| 路克·伊凡斯    | 加斯頓 Gaston                              | 小鎮上的受歡迎的獵人，以前當過士兵，對貝兒產生愛慕卻總是被拒絕。                                             |
| 凱文·克萊      | 莫里斯 Maurice                             | 貝兒的父親。                                                                                                 |
| 喬林·考伊      | 莫里斯 Maurice                             | 年輕時的莫里斯。                                                                                             |
| 喬許·蓋德      | 來富 Le Fou                                | 加斯頓的夥伴與隨從，行為笨拙。                                                                               |
| 伊旺·麥奎格    | 盧米亞 Lumière                             | 野獸的皇家僕人，因為受到魔咒變成燭台。                                                                       |
| 史丹利·圖奇    | 卡丹薩 Cadenza                             | 城堡的作曲家和葛德蘿的丈夫，因為受到魔咒變成大鍵琴，為電影所創作的原創角色。                                 |
| 伊恩·麥克連    | 葛士華 Cogsworth                           | 野獸的忠誠管家，因為受到魔咒變成壁爐時鐘。                                                                   |
| 艾瑪·湯普遜    | 茶壺夫人（茶煲太太） Mrs. Potts            | 城堡的女僕，因為受到魔咒變成茶壺。                                                                           |
| 奧黛莉·麥唐娜  | 葛德蘿夫人（衣櫃嬸嬸） Madame de Garderobe | 城堡的歌劇歌手，因為受到魔咒變成衣櫥。                                                                       |
| 古古·瑪芭塔-勞 | 浦媚 Plumette                              | 城堡的女僕和盧米亞的情人，因為受到魔咒變成變成毛撢子。                                                       |
| 內森·麥克      | 切普（阿齊） Chip                          | 茶壺夫人的兒子，因為受到魔咒變成茶杯。                                                                       |
| 艾德里安·席勒  | 達克先生 Monsieur D'Arque                  | 法國地區精神病院的所有者，受加斯頓慫恿以幫助他獲得貝兒的芳心的計畫。                                         |
| 海蒂·莫拉罕    | 阿加特 Agathe                              | 曾是為了處罰亞當王子的傲慢而將他給變成野獸並且幫助貝兒的父親莫里斯的女巫。                                   |
| 柔伊·瑞妮      | 貝兒的母親 Belle's Mother                  | 莫里斯的已故妻子，貝兒的母親，在貝兒處於襁褓時期因染上瘟疫病世，去世前要求丈夫帶女兒離開被瘟疫給淪陷的巴黎。 |
| 亨利·蓋瑞特    | 國王 The King                              | 亞當王子的父親，性格殘酷又無情，在妻子去世後把亞當王子變成自私自利與不去關心他人的人。                       |
| 漢瑞特·瓊斯    | 皇后 The Queen                             | 亞當王子的母親，在亞當王子年少時去世。                                                                       |

## 製作

### 發展
迪士尼對1994年百老匯音樂劇進行電影改編的工作為發展揭開序幕。然而，在2011年的採訪中，作曲家亞倫·孟肯表示，將《美女與野獸》音樂劇版本改編成電影的計畫「被裝罐」。
到2014年4月，華特迪士尼影業已開始開發一部重拍自《美女與野獸》的真人動作電影，其作業在其他真人奇幻電影如《魔境夢遊》、《黑魔女：沉睡魔咒》、《仙履奇緣》和《與森林共舞》後進行。6月，比爾·坎登簽署執導電影，埃文·斯皮里奧托普洛斯編劇。9月，史蒂芬·切波斯基受聘重寫劇本。

### 選角
2015年1月，艾瑪·華生宣布她將飾演女主角貝兒。3月，路克·伊凡斯和丹·史蒂文斯在會談中透露，兩人分別詮釋加斯頓與野獸，華森於隔天透過推文證實他們的角色。其他主要演員——喬許·蓋德、艾瑪·湯普遜、凱文·克萊、奧黛莉·麥唐娜、伊恩·麥克連、古古·瑪芭塔-勞、伊旺·麥奎格和史丹利·圖奇於同年3月至4月間確認將分別飾演樂福、茶壺夫人、莫里斯、葛德蘿、葛士華、蓓特、盧米亞及卡丹薩。
於《美女與野獸》百老匯版本中飾演貝兒的蘇珊·伊根，在選角期間評論華森為「完美的」。而於動畫電影及其續集裡為貝兒配音的佩吉·奧哈拉，表示願意在歌唱方面協助華森。
根據《好萊塢報導》接獲的消息來源，艾瑪·華森獲得300萬美元的預付酬勞，若電影的票房成績類似《黑魔女：沉睡魔咒》於全球進帳的7.59億美元，她最終的酬勞可能會增加到1,500萬美元。

### 拍攝
主體拍攝於2015年5月18日在英國薩里郡的謝伯頓製片廠開始進行，主要演員多半於8月21日完成拍攝。6天後，聯合製片人傑克·莫里西證實，電影正式殺青。

## 發行
2015年3月16日，迪士尼宣布該片將於2017年3月17日以3D版本在美國4210間劇院上映。全球首映禮於2017年2月23日在英國倫敦的史賓賽府邸舉行。

### 營銷
繼於2016年5月22日公佈後，迪士尼於隔天在《早安美國》上釋出首支預告片。首張官方宣傳海報於7月7日發布。11月2日，《娛樂周刊》在該週的雜誌封面上發布了第一張官方圖像以及九張新照片。一週後，艾瑪·華森與迪士尼開始為該片製作一張新的海報。11月14日，首支戲劇預告片於《早安美國》上發布。該預告片在頭24小時間獲得1.27億次的觀看次數，刷新一天中觀看次數最多的紀錄，擊敗《格雷的五十道陰影：束縛》。其紀錄在之後由《玩命關頭8》所超越，由在24小時之內擁有1.97億次的觀看次數而超越此紀錄。。迪士尼於2017年1月30日發布最終預告片。《美女與野獸》花費1.6億美元製片，另有約1.5億美元投入營銷。

## 反響及爭議

### 獎項
參見：Beauty and the Beast (2017 film)#Accolades
| 年份 | 名稱               | 獎項     | 電影                                            | 結果 | 來源   |
| ---- | ------------------ | -------- | ----------------------------------------------- | ---- | ------ |
| 2017 | 2017年青少年選擇獎 | 最佳反派 | 美女與野獸 （2017年電影）-加斯頓（路克·伊凡斯） | 獲獎 | [ 48 ] |

### 評價
《美女與野獸》獲得評論家們普遍正面的評價，影評家主要稱讚電影忠於原版動畫電影、百老匯音樂劇的元素、演員的表演（尤其是艾瑪·華森和史蒂文斯）、視覺風格、樂譜、歌曲、服裝設計和生產價值，但針對某些角色設計和電影與原版的過度相似性，則有批評的聲音。根據爛蕃茄上收集的375篇專業影評文章，其中266篇給出了「新鮮」的正面評價，「新鮮度」為71%，平均得分6.7分（滿分10分），而基於另一影評網站Metacritic上的47篇評論文章，其中30篇予以好評，1篇差評，16篇褒貶不一，平均分為65（滿分100）。據CinemaScore調查，觀眾的平均評價於A+至F間落於「A」。
2022年9月，爛番茄根據網站內的評分，整理迪士尼從1994年至2022年為止發表的19部真人翻拍電影排行榜，《美女與野獸》排名第8名。

### 票房
《美女與野獸》在票房方面的表現極佳，上映首日便造出了6377萬美元的亮眼成績。上映一週後，《美女與野獸》總計獲得了2.28億美元的票房，打破了《哈利波特－死神的聖物2》的票房紀錄，成為開片首週票房第6高的電影。最終票房為12.63億美元。排名全球票房第18名（不考慮通貨膨脹）。
該片的製片預算估計為1.6億美元，使得《美女與野獸》成為有史以來製片費用第二高的音樂劇，僅次於2019年上映的《阿拉丁》的1.83億美元。然而，《美女與野獸》又花費1.4億美元在全球營銷上。
在美國及加拿大，繼預售票開賣之後，電影立即在Fandango的該方面居冠，早期估計電影在首週末約可進帳1億美元，而有些出版物預測其週末的票房收入有機率達1.2億美元。然而，在《美女與野獸》發行前的11天，分析師提出了高達1.5億美元的預測數字。在全球範圍內，電影預計能於其上映的頭3天進帳2.15億至2.45億美元的票房。該片在星期四的午夜場中進帳1,630萬美元，為今年目前為止的最高成績（打破《羅根》的紀錄）、迪士尼真人電影有史以來的最高成績（打破《黑魔女：沉睡魔咒》的紀錄）、G和PG級電影有史以來的第二高成績（次於第6部哈利波特電影《哈利波特：混血王子的背叛》的紀錄，也由艾瑪·華森主演）以及3月分的第三高成績（次於《蝙蝠俠對超人：正義曙光》和《飢餓遊戲》）。
首映當天，電影在4,210家劇院中的9,200個螢幕上播映，收穫6,380萬美元，為3月分的第三高成績，次於《蝙蝠俠對超人：正義曙光》（8,150萬美元）和《飢餓遊戲》（6,700萬美元）。這也是一部非PG-13級電影的最高成績，取代《哈利波特：混血王子的背叛》於星期三所進帳的5,800萬美元。《美女與野獸》的首映當天（包含星期四的午夜場）成績，幾乎等於先前的迪士尼真人電影《黑魔女：沉睡魔咒》（6,900萬美元）和《仙履奇緣》（6,700萬美元）的整個首映週末收入。電影於首週末不負眾望的收穫1.748億美元，並陸續創下眾多紀錄。
台灣方面，首週五天票房為新台幣7840萬元；次週票房累計至新台幣1.6億元；最終全台票房為新台幣2.51億元。
| 上一届： 《金剛：骷髏島》               | 2017年美國週末票房冠軍 第11-12週  | 下一届： 《寶貝老闆》     |
| 上一届： 《星際大戰五部曲：帝國大反擊》 | 2020年美國週末票房冠軍 第29週     | 下一届： 《致命窺弒》     |
| 上一届： 《金剛狼3：殊死一戰》          | 2017年中国内地一周票房冠軍 第12週 | 下一届： 《金剛：骷髏島》 |
| 上一届： 《金剛：骷髏島》               | 2017年台北週末票房冠軍 第11-12週  | 下一届： 《攻殼機動隊》   |
| 上一届： 《盧根》                       | 2017年香港一週票房冠軍 第11-13週  | 下一届： 《攻殼機動隊》   |

### 同性戀情節風波
2017年電影版本的故事中，來富（喬許·蓋德飾演）在插曲《Gaston》期間的演出，被設定有同性戀傾向，代表著迪士尼電影裡第一位同性戀(LGBT)角色。
該決定已得到讚揚及部分批評的聲音。俄羅斯政府原本考慮禁映電影，但後來轉而決定禁止16歲以下的人在劇院觀賞該片。此外，因為其插曲《Gaston》，包含美國阿拉巴馬州黑納格的一些劇院將不會放映電影。在馬來西亞，電影審查委員會堅持涉同性戀情節的場景應被刪減，促使迪士尼將上映日期無限期推遲，隨後，若該片無法不經審查，迪士尼將把電影完全撤出馬來西亞。該工作室將發布日期移至3月30日，以讓馬來西亞的電影審查委員會有更多時間作出是否在不進行刪減的情況下發行電影的決定。马来西亚最终决定在不删剪的情况下以PG-13的方式播出。

## 外部連結
- 官方网站
- 互联网电影数据库（IMDb）上《美女與野獸》的资料（英文）
- Box Office Mojo上《美女與野獸》的資料（英文）
- 爛番茄上《美女與野獸》的資料（英文）
- AllMovie上《美女與野獸》的资料（英文）
- Metacritic上《美女與野獸》的資料（英文）
- 開眼電影網上《美女與野獸》的資料（繁體中文）
- 豆瓣电影上《美女與野獸》的資料 （简体中文）
- 时光网上《美女與野獸》的資料（简体中文）